# Palms Stadium
El Palms Stadium (en hebreo: מגרש הדקלים‎) fue un estadio de fútbol ubicado en el vecindario de Florentin, al sur de Tel Aviv (actual Israel), aunque por los equipos que utilizaron el estadio como su casa tuvo como nombres el Maccabi Ground y después el Hapoel Ground.

## Historia
El estadio fue construido en 1920 como la sede del Maccabi Tel Aviv, que jugó en el estadio hasta 1926 cuando fue construido su nueva sede al sureste de Tel Aviv. En 1929 el Hapoel Tel Aviv, quien recientemente se había fusionado con el 
Allenby Football Club, pasó a ocupar el estadio. Sin embargo, por razones de seguridad, con el riesgo de estar cerca de Jaffa, el Hapoel se movió al nueva estadio en 1941, y después el estadio fue abandonado y demolido.

## Partidos destacados
- En 1923 fue la primera sede donde jugó un partido de copa de fútbol judío, la Magen Shimshon, en la que el Maccabi Nes Tziona venció a Maccabi Haifa 2–0.[4]
- En enero de 1924 el Hakoah Vienna de Austria jugó su primer partido en Palestina, con victoria ante el Maccabi Tel Aviv 5–1.[5] Un año después, el Hakoah visitó Palestina por segunda ocasión, esta vez venciendo al Maccabi por 11–2.[6]
- Fue la sede de la final de la Copa de Palestina en 1930, en la que el Maccabi Tel Aviv venció al Northamptonshire Regiment XI por 2–1.[7]
- En 1934, el equipo nacional jugó su primer partido en condición de local, perdiendo 1–4 ante Egipto en la clasificación para la Copa Mundial de Fútbol de 1934.[8][9]